# Gregor Gruden
Gregor Gruden, slovenski igralec, * 26. marec 1980, Ljubljana.
Študiral je dramsko igro in umetniško besedo na ljubljanski Akademiji za gledališče, radio, film in televizijo. Leta 2007 je postal član ansambla Mestnega gledališča ljubljanskega.
Gruden je med drugim igral v slovenski seriji Usodno vino.

## Nagrade
- 2006 – študentska Prešernova nagrada[2]